# Synagoga w Kojetínie
Synagoga w Kojetínie – synagoga zlokalizowana w czeskim mieście Kojetín przy ul. Husovej 58.
Barokowa synagoga została zbudowana w latach 1718–1726 na bazie obiektu XVI-wiecznego. Sklepienie zdobione sztukateriami. W sieni rytualna misa do obmyć w formie konchy. W latach 1952–1953 zaadaptowano ją na zbór Czechosłowackiego Kościoła Husyckiego. W 1992 odsłonięto na elewacji pamiątkową tablicę ku czci ofiar holocaustu.